# گمینا کرپنو
گمینا کرپنو (به لهستانی:  Gmina Krypno) یک گمینا در لهستان است که در شهرستان مونگکی واقع شده‌است. گمینا کرپنو ۱۱۲٫۶۹ کیلومتر مربع مساحت و ۴٬۱۰۸ نفر جمعیت دارد.